# Neon Shark vs Pegasus
Neon Shark vs Pegasus, alternatywna nazwa; NEON SHARK vs Pegasus (Deluxe: Presented by Travis Barker) – edycja deluxe albumu Pegasus amerykańskiego rapera i piosenkarza Trippie Redda we współpracy z innym amerykańskim muzykiem Travisem Barkerem. Krążek został wydany 19 lutego 2021 roku. Na albumie gościnnie wystąpili; Machine Gun Kelly, Blackbear, Chino Moreno, Scarlxrd i ZillaKami. Oryginalna wersja albumu została wydana 30 października 2020 roku, gościnnie udzielili się w niej; Myiah Lynnae, Yung LB, PartyNextDoor, Chris Brown, Rich the Kid, Young Thug, Future, Lil Mosey, Quavo, Busta Rhymes, Sean Kingston, Doe Boy, Lil Wayne, HoodyBaby i Swae Lee.

## Tło
Trippie Redd wydał główny i jedyny singel z albumu; „Dreamer” w swoje 21. urodziny, 18 czerwca 2020 r. Przed oficjalnym wydaniem albumu wersja deluxe przypadkowo wyciekła do serwisu streamingowego Tidal, zanim została usunięta kilka minut później. Ów krążek to pierwszy w pełni rockowy projekt rapera.

## Wydanie i promocja
Trippie Redd stwierdził w mediach społecznościowych, że luksusowa edycja Pegasusa będzie pełnym albumem rockowym i będzie nosiła tytuł Neon Shark.

## Lista utworów
| No. | Tytuł                                                                    | Twórcy                                                                                              | Producenci                                             | Długość |
| --- | ------------------------------------------------------------------------ | --------------------------------------------------------------------------------------------------- | ------------------------------------------------------ | ------- |
| 1.  | "Pill Breaker" (gościnnie: Travis Barker, Machine Gun Kelly i Blackbear) | - Michael White IV - Travis Barker - Colson Baker - Matthew Musto - Andrew Goldstein - Matt Malpass | Barker                                                 | 2:57    |
| 2.  | „Without You” (gość: Travis Barker)                                      | - White - Barker - Nick Long                                                                        | - Barker - Long                                        | 3:09    |
| 3.  | „Swimming” (gość: Travis Barker)                                         | - White - Barker - Will Swan                                                                        | Barker                                                 | 2:15    |
| 4.  | „Female Shark” (gość: Travis Barker)                                     | - White - Barker                                                                                    | Barker                                                 | 2:43    |
| 5.  | „Geronimo” (gość: Travis Barker, Chino Moreno)                           | - White - Barker - Camilo Moreno - Long                                                             | - Barker - Long                                        | 2:59    |
| 6.  | „Sea World” (gość: Travis Barker)                                        | - White - Barker - Malpass                                                                          | Barker                                                 | 2:36    |
| 7.  | „Red Sky” (gość: Travis Barker, Machine Gun Kelly)                       | - White - Barker - Baker - John Feldmann                                                            | - Barker - Feldmann                                    | 2:32    |
| 8.  | „Megladon” (gość: Travis Barker)                                         | - White - Barker - Malpass                                                                          | Barker                                                 | 3:14    |
| 9.  | „Save Yourself” (gość: Travis Barker)                                    | - White - Barker - Feldmann                                                                         | - Barker - Feldmann                                    | 2:40    |
| 10. | „Dreamer”                                                                | - White - Francis Palladino                                                                         | Yeezo                                                  | 2:50    |
| 11. | „It’s Coming” (gość: Travis Barker)                                      | - White - Barker - Malpass                                                                          | Barker                                                 | 2:34    |
| 12. | „Leaders” (gość: Travis Barker)                                          | - White - Barker - Federico Vindver - Jared Scharff - Jose Velazquez                                | - Barker - Federico Vindver - Pearl Lion - Angel Lopez | 2:40    |
| 13. | „Frozen Ocean” (gość: Travis Barker)                                     | - White - Barker - Malpass                                                                          | Barker                                                 | 3:24    |
| 14. | „Dead Desert” (gość: Travis Barker, Scarlxrd. ZillaKami)                 | - White - Barker - Marius Listhrop - Junius Rogers - Malpass                                        | Barker                                                 | 2:41    |

| No.                | Tytuł                                             | Twórcy | Producenci                                                                                          | Długość |
| ------------------ | ------------------------------------------------- | --- | --------------------------------------------------------------------------------------------------- | ------- |
| 15.                | „Let It Out” (gościnnie: Myiah Lynnae)            | - Michael White IV - Myiah Lynnae - Ozan Yildrim - Oliver Carnival - Nicholas Frascona | - OZ - Nik D - Oscar Zulu - LVNDVN                                                                  | 2:56    |
| 16.                | „Moonlight”                                       | - White - Adrian „Hammad Beats” Rupke - Quintin Gulledge - Joe Talamo | - Hammad Beats - Gulledge - Oscar Zulu                                                              | 2:41    |
| 17.                | „Love Scars 4"                                    | - White - Rupke - Talamo | - Hammad Beats - Oscar Zulu                                                                         | 2:36    |
| 18.                | „The Nether”                                      | - White - Yildrim - Frano Huett - Jordan Lusitini | - OZ - Frano - Burnley AKL                                                                          | 2:37    |
| 19.                | „So Stressed” (gość: Yung LB)                     | - White - Fetaiaki „Yung LB” Teaupa - Rupke | - Hammad Beats - Stoopid Lou - Oscar Zulu                                                           | 3:24    |
| 20.                | „Excitement” (gość: PartyNextDoor)                | - White - Jahron Brathwaite - Yildrim - Nik „D” Frascona - Dominik „Deats” Patrzek | - OZ - Nik D - Deats                                                                                | 4:43    |
| 21.                | "Mood" (gość: Chris Brown)                        | - White - Christopher Brown - Nickalas „Goose the Guru” Turner - Kyle „LASTNGHT” Edwards - Darien „Dinuzzo” Overton | - Goose the Guru - LASTNGHT - Dinuzzo                                                               | 2:23    |
| 22.                | „Pegasus”                                         | - White - Rupke | - Hammad Beats - Oscar Zulu                                                                         | 2:17    |
| 23.                | „Weeeeee”                                         | - White - Kamil „Loaded” Budek | Loaded                                                                                              | 2:32    |
| 24.                | „Personal Favorite” (gość: Rich the Kid)          | - White - Dimitri Roger - Chase „TheMoney” Rose - Everett „Heavy Mellow” Romano | - ChaseTheMoney - Heavy Mellow                                                                      | 2:35    |
| 25.                | „V-12”                                            | - White - Anton „Starboy” Mendo | - Starboy - RIP - Psymun - Distance Decay                                                           | 2:06    |
| 26.                | „Spaceships” (gość: Young Thug)                   | - White - Jeffery Williams - Jacob „ATL Jacob” Canady | ATL Jacob                                                                                           | 2:54    |
| 27.                | "Never Change" (gość: Future)                     | - White - Nayvadius Wilburn - Jamal „Mally Mall” Rashid - Erik Ortiz - Kevin Crowe - Kenneth Bartolomei - Overton - 1993 - Eesean Bolden - Edwards - Lateef Garrett - Larrance „Rance” Dopson - Khirye Tyler - Stefan Schecter - Don Gerard Di Napoli, Jr. - Zachary Gorrin | - Mally Mall - J.U.S.T.I.C.E. League - Dinuzzo - 1993 - Bolden - LASTNGHT - Garrett - Rance - Tyler | 2:53    |
| 28.                | „Good Morning”                                    | - White - Darrel „ChopSquad DJ” Jackson | ChopSquad DJ                                                                                        | 3:21    |
| 29.                | „No Honorable Mentions” (gość: Lil Mosey i Quavo) | - White - Lathan Echols - Quavious Marshall - Jackson | - ChopSquad DJ - RMG Nu - FaatKiid - Xeryus                                                         | 4:18    |
| 30.                | „I Got You” (gość: Busta Rhymes)                  | - White - Trevor Smith, Jr. - Wesley Glass - Sean Momberger - Roger McNair - Rashia Fisher - William Lewis - Leroy Jones | - Wheezy - Momberger - Rance - Taylor                                                               | 3:05    |
| 31.                | „Too Fly”                                         | - White - Rupke | - Hammad Beats - LNK - Mario Petersen                                                               | 3:04    |
| 32.                | „Red Beam” (gość: Sean Kingston)                  | - White - Kisean Anderson - Yildrim | - OZ - Deats - Nik D                                                                                | 2:07    |
| 33.                | „Oomps Revenge, Pt. 2"                            | - White - Rupke | - Hammad Beats - Oscar Zulu                                                                         | 1:57    |
| 34.                | „Take One”                                        | - White - Nicholas Mira | Nick Mira                                                                                           | 2:01    |
| 35.                | „Sleepy Hollow”                                   | - White - Tobias „Outtatown” Dekker | Outtatown                                                                                           | 1:41    |
| 36.                | "Kid That Didd" (gość: Future i Doe Boy)          | - White - Wilburn - Isam „Doe Boy” Mostafa - Jackson - Christopher „CBMix” Barnett | - ChopSquad DJ - CBMix                                                                              | 3:37    |
| 37.                | „Don”                                             | - White - Jackson | ChopSquad DJ                                                                                        | 2:24    |
| 38.                | „Hell Rain” (gość: Lil Wayne i HoodyBaby)         | - White - Dwayne Carter, Jr. - Omolulu „HoodyBaby” Akinlolu - Carl McCormick | Cardiak                                                                                             | 3:47    |
| 39.                | „TR666” (gość: Swae Lee)                          | - White - Khalif Brown - Scott Storch - Vincent van den Ende | - Storch - Avedon                                                                                   | 3:00    |
| 40.                | „Sun God (Above You)” (gość: Myiah Lynnae)        | - White - Lynnae - Jose „Angel Lopez” Velazquez | Angel Lopez                                                                                         | 3:12    |
| Całkowita długość: | Całkowita długość:                                | Całkowita długość: | Całkowita długość:                                                                                  | 74:11   |